# Robert Friedberg
Robert Friedberg (* 28. Juni 1851 in Berlin; † 20. Juni 1920 in Charlottenburg) war ein deutscher Nationalökonom und Politiker.

## Leben
Robert Friedberg, Sohn eines Fabrikbesitzers, studierte von 1871 bis 1874 Rechts- und Staatswissenschaften in Berlin, Heidelberg und Leipzig, wo er 1877 eine Privatdozentenstelle für Staatswissenschaften erhielt. Friedberg trat 1884 vom jüdischen zum protestantischen Glauben über und wurde 1885 an der Universität Leipzig außerordentlicher, 1894 ordentlicher Professor an der Universität Halle.
Seine akademische Tätigkeit betrieb Friedberg jedoch eher nebenbei; in erster Linie verstand er sich als Berufsparlamentarier. Für die Nationalliberalen gehörte er von 1886 bis 1918 dem Preußischen Landtag an, wo er zunächst als Abgeordneter den Wahlkreis Merseburg 4 (Saalkreis, Stadt Halle an der Saale) vertrat und ab 1904 dem Wahlkreis Düsseldorf 1 (Remscheid – Solingen). Von 1893 bis 1898 gehörte er auch als Abgeordneter des Reichstagswahlkreis Herzogtum Anhalt 2 (Bernburg) dem Reichstag an. Am 4. September 1894 legte Friedberg sein Reichstagsmandat nieder, stellte sich aber in der Ersatzwahl erneut als Kandidat einer Koalition aus Nationalliberalen, Vertretern des Bundes der Landwirte und der Konservativen zur Wahl und vertrat den Wahlkreis bis zum Ende der Legislaturperiode 1898 im Reichstag. Am 28. Februar 1907 hielt er in der Wandelhalle des Reichstags die Festrede bei der Feier des vierzigjährigen Bestehens der nationalliberalen Partei.
1906 übernahm der Fachmann für Wirtschafts- und Steuerfragen den Vorsitz der nationalliberalen Fraktion in Preußen, 1917 wurde er unter Hertling als Vertrauensmann der Parteien stellvertretender Ministerpräsident; die von ihm viel zu spät vorzubereitende Reform des preußischen Dreiklassenwahlrechts konnte wegen zahlreicher Widerstände erst 1918 unter dem Eindruck der Kriegsniederlage verwirklicht werden.
Nach der Novemberrevolution schloss sich der eher auf dem rechten Flügel der Nationalliberalen stehende Friedberg überraschend mit Teilen dieser Partei der aus dem Linksliberalismus hervorgehenden Deutschen Demokratischen Partei (DDP) an und hintertrieb so, wenn auch letztlich erfolglos, die Versuche von Gustav Stresemann, die Nationalliberale Partei als Deutsche Volkspartei fortzuführen. Von 1919 bis 1920 führte Friedberg die DDP-Fraktion im Preußischen Landtag.

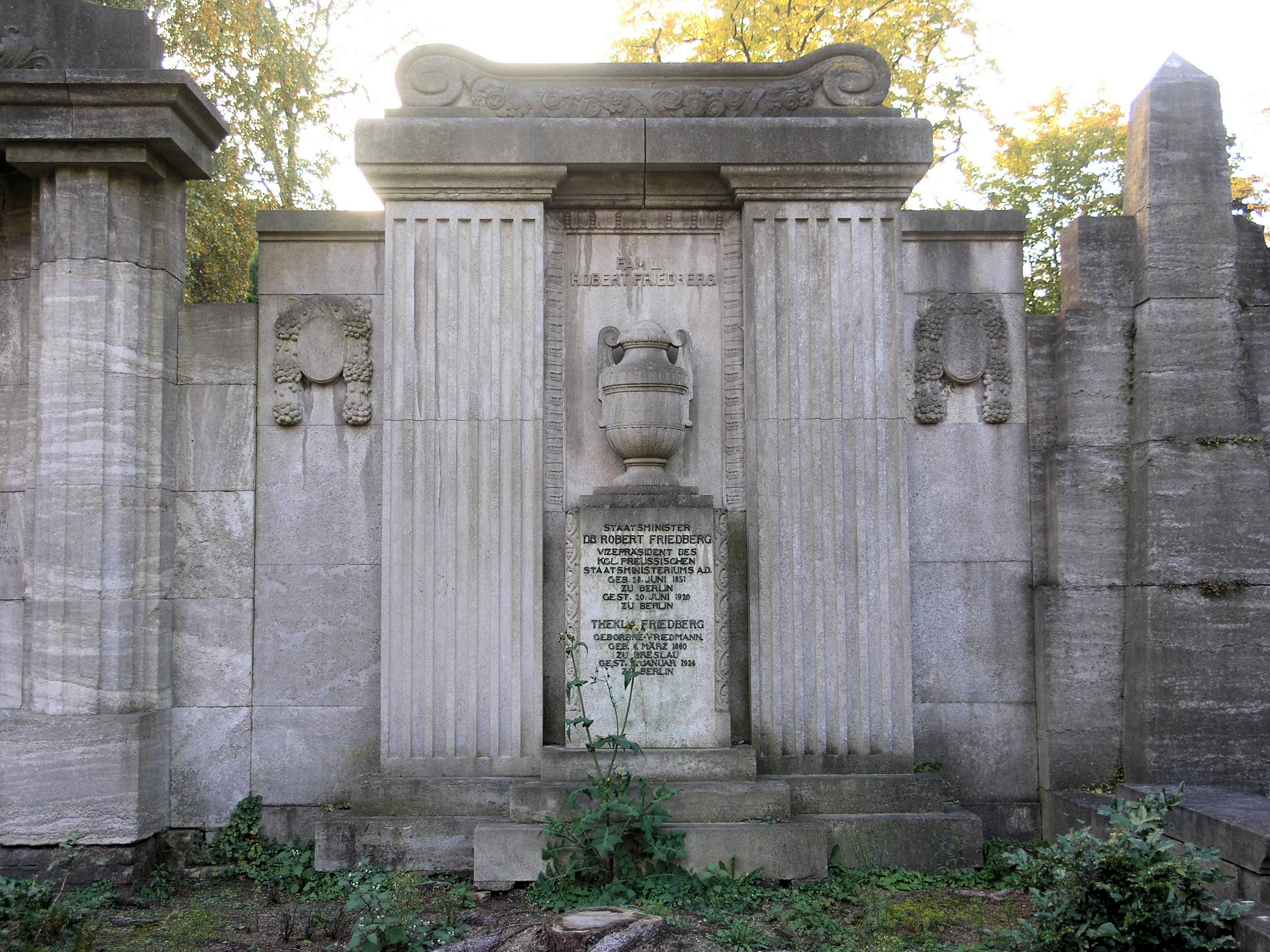
Das Wandgrab von Robert Friedberg auf dem Kaiser-Wilhelm-Gedächtnis-Friedhof in Berlin-Westend

Er war verheiratet mit Thekla Friedberg (1860–1924) und hatte eine Tochter, Charlotte Garnich (1881–1939).
Robert Friedberg starb, nur acht Tage vor seinem 69. Geburtstag, am 20. Juni 1920 in seiner Wohnung in der Hardenbergstraße 1 in Charlottenburg. Sein Grabmal befindet sich auf dem Kaiser-Wilhelm-Gedächtnis-Friedhof in Berlin-Westend. Der Bildhauer Hans Dammann gestaltete ein antikisierendes Wandgrab aus Muschelkalkstein mit einer Pfeiler-Ädikula, die ein Podest mit Urne aufnimmt. Die Inschriften am Podest sind mit Bronzelettern ausgeführt.

## Schriften
- Die Deutsche Demokratische Partei und der Kapp-Putsch. Zwei Reden deutsch-demokratischer Parteiführer Staatsminister Dr. Haas in der Nationalversammlung (am 29.3.20), Staatsminister a.D. Dr. Friedberg in der Preußischen Landesversammlung (am 30.3.20). Hrsg. von der Reichsgeschäftsstelle der Deutschen Demokratischen Partei, Berlin 1920.
- Die Wahlreform in Preußen. Rede des Vizepräsidenten des preußischen Staatsministeriums. Berlin-Zehlendorf 1918.
- Wahlrecht und Zukunft der Nationalliberalen Partei. Berlin-Zehlendorf 1918.
- Die Neuorientierung in Preußen. Berlin 1917.
- Zur inneren politischen Lage Preußens. Rede des Abgeordneten Prof. Dr. Friedberg auf dem Delegiertentage der Nationalliberalen Partei in Magdeburg am 26. April 1908. Berlin 1908.
- Vorschläge zur technischen Durchführung einer prozentualen Börsensteuer. Jena 1882.